# Sogno Santarcangelo
Sogno Santarcangelo è un album del cantante Pio pubblicato nel 2003 dalla Casadei Sonora, al quale partecipa il poeta Tonino Guerra.

## Tracce
1. Sogno Santarcangelo (Trebbi, Scipioni)
2. Dolce tango (Trebbi, Valletta)
3. L'ultimo del clan (Trebbi, Santercole)
4. Ali blu (Trebbi, Bois)
5. Una canzone (Trebbi, Bois)
6. Give Me The Right (P. Biognan)
7. Il ragazzo della via Gluck (Celentano, Beretta, Del Prete)
8. Ragazzina (Trebbi, Valletta)
9. Il menestrello (Trebbi, V. Reitano, P. Fiorello)
10. Viola (De Luca, Beretta, Del Prete)
11. Release Me (Horris, Yong)
12. My Way (François, Revaux, Anka)
13. Nevicava a Roma (Verdecchia, Beretta, Del Prete)
14. Occhi bianchi e neri (Testa, Del Prete, Sciorilli)